# Chisato Moritaka
Chisato Moritaka (jap. 森高千里 Moritaka Chisato; ur. 11 kwietnia 1969 w Ibaraki) – japońska piosenkarka, kompozytorka, autorka tekstów i multiinstrumentalistka.

## Życiorys
Jej ojciec Shigeru występował w grupie rockabilly Orange Hill. Wychowywała się w Kumamoto. Podczas nauki w szkole średniej grała na perkusji w cover bandzie zespołu rockowego Rebecca. W 1986 wygrała konkurs, w którym nagrodą była rola w reklamach napoju energetyzującego Pocari Sweat, co wiązało się z przeprowadzką do Tokio. Rok później wystąpiła w filmie Aitsu ni Koishite (あいつに恋して, Kocham go). 25 czerwca 1987 ukazał się jej debiutancki singel New Season, a 7 września dała swój pierwszy koncert – w Shibuya Live Inn. Pierwszym samodzielnie napisanym przez Moritaka utworem było The Mi-Ha z 1988. W maju 1989 po raz pierwszy znalazła się w pierwszej dziesiątce listy przebojów Oricon z przeróbką piosenki Saori Minami 17-sai. W 1990 zdobyła szczyt japońskiej listy sprzedaży albumów z Kokon Tozai.
Brzmienie pierwszych albumów Moritaka było inspirowane europejską muzyką taneczną. Piosenkarka zawdzięczała także rosnącą popularność wyrafinowanej choreografii i koncertów oraz kolorowym kostiumom podkreślającym jej zgrabną figurę. Od 1992 w jej twórczości częściej pojawiały się akcenty feministyczne. Podczas trasy promującej płytę Rock Alive jej zespół składał się z samych kobiet. Począwszy od Pepperland, zaczęła sama nagrywać partie perkusji, gitary, basu, pianina i innych instrumentów oraz częściej grać na nich w trakcie koncertów. W 1993 trafiła na szczyt japońskiej listy singli z utworem Kaze ni Fukarete. Album Peachberry nagrywała w Abbey Road Studios.
W 1999 Moritaka wyszła za aktora i basistę Yōsuke Eguchiego, którego poznała podczas koncertu charytatywnego na rzecz ofiar trzęsienie ziemi w Kobe. Obydwoje akompaniowali na nim pieśniarzowi Shigeru Izumiyi. Kolejne trzynaście lat poświęciła głównie wychowaniu córki i syna. W latach 2010–2018 prowadziła telewizyjny program podróżniczy Chikyū Zekkei Kikō (Podróż do najpiękniejszych zakątków Ziemi). W 2011 wystąpiła na koncercie na rzecz ofiar trzęsienie ziemi w Tōhoku. W 2012 rozpoczęła publikowanie na YouTube nowych wersji 200 swoich piosenek z okazji 25-lecia kariery, co zabrało jej pięć lat. W 2013 nagrała singel Don't Stop the Music z DJ-em tofubeats oraz utwór Kumamonmon z okazji trzecich urodzin maskotki Kumamon. W 2019 rozpoczęła pierwszą od 21 lat trasę koncertową po Japonii – Kono Machi Tour 2019.

## Dyskografia
Albumy
- 1987: New Season
- 1988: Mi-ha
- 1988: Mite
- 1988: The Moritaka (album z remiksami)
- 1988: Romantic (EP)
- 1989: Hijitsuryokuha Sengen
- 1989: Moritaka Land (kompilacja)
- 1990: Kokon Tozai
- 1992: Rock Alive
- 1992: Pepperland
- 1993: Lucky 7
- 1993: Step by Step
- 1995: Do the Best (kompilacja)
- 1996: Taiyo
- 1997: Peachberry
- 1997: Let's Go! (EP)
- 1998: Kotoshi no Natsu wa More Better
- 1998: Sava Sava
- 1999: The Best Selection of First Moritaka 1987–1993
- 1999: Harvest Time
- 1999: Mix Age (album z remiksami)
- 2004: My Favorites (kompilacja)
- 2012: The Singles (kompilacja)
- 2015: UHQCD The First Best Selection '87~'92 (kompilacja)
- 2015: UHQCD The First Best Selection '93~'99 (kompilacja)